# René de Voyer de Paulmy d’Argenson
René de Voyer de Paulmy d’Argenson (Blois, 13 december 1623 – Venetië, 1 mei 1700) was een edelman in het koninkrijk Frankrijk: heer van Argenson en graaf van Rouffiac. Hij was jurist en diplomaat.

## Levensloop
Zoals zijn vader, René de Voyer, heer van Argenson, studeerde de Voyer rechten. Hij werd adviseur bij het parlement van Normandië. Hij was werkzaam als staatsraad in Parijs (1649-1651). Koning Lodewijk XV schonk hem de titel van graaf van Rouffiac, in de oude provincie Angoumois.
Zijn vader overleed plots in Venetië tijdens een koortsopstoot (1651) en was dan nog geen maand ambassadeur in Venetië. Zo volgde de Voyer zijn vader op als ambassadeur, conform de afspraak tussen zijn vader en kardinaal Mazarin. Om de Venetianen te plezieren noemde hij zijn oudste zoon, die geboren werd in Venetië (1652), Marc-René. Marc verwijst naar San Marco, patroonheilige van de Republiek Venetië. In 1655 keerde de Voyer terug naar zijn landgoederen in Frankrijk; hij was failliet en had alle steun verloren van kardinaal Mazarin. Hij trad toe tot een devote vereniging, de Compagnie van het Heilig Sacrament. Hij deed de verslaggeving van deze geheime vereniging, die als doel had het katholiek geloof te verspreiden. Zelf schreef hij devote opiniestukken, die verloren gingen in de brand van het Louvre Museum in 1871.